# 이나가키 나가시게

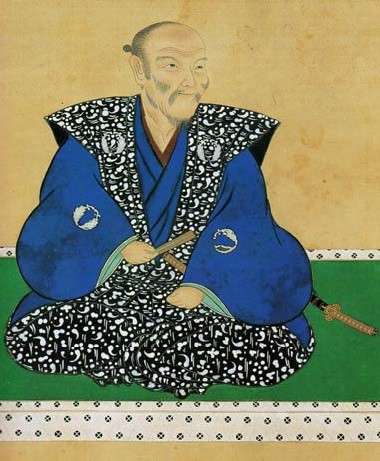
이나가키 나가시게

이나가키 나가시게(일본어: 稲垣長茂, 1539년 ~ 1612년 11월 14일)는 센고쿠 시대부터 에도 시대 초기까지의 무장, 다이묘이다. 고즈케 이세사키번 초대 번주를 지냈다. 도바 번 이나가키 씨(鳥羽藩稲垣氏) 시조.
|  | 제1대 이세사키번 번주 (이나가키 가문) 1601년 ~ 1612년 | 후임 이나가키 시게쓰나 |